# 新富士川橋
新富士川橋（しんふじかわばし）は、静岡県富士市と静岡市清水区（開通当時は庵原郡蒲原町）間の富士川両端を結ぶ国道1号の道路橋梁。1971年（昭和46年）4月26日に開通。

## 諸元
- 橋長：1,553 m
- 中央径間： m
- 幅員：18 m（車道）
- 路線名：国道1号（富士由比バイパス）
- 道路構造：第3種 級
- 設計速度：  km/h（規制速度60 km/h）
- 車線数：4車線

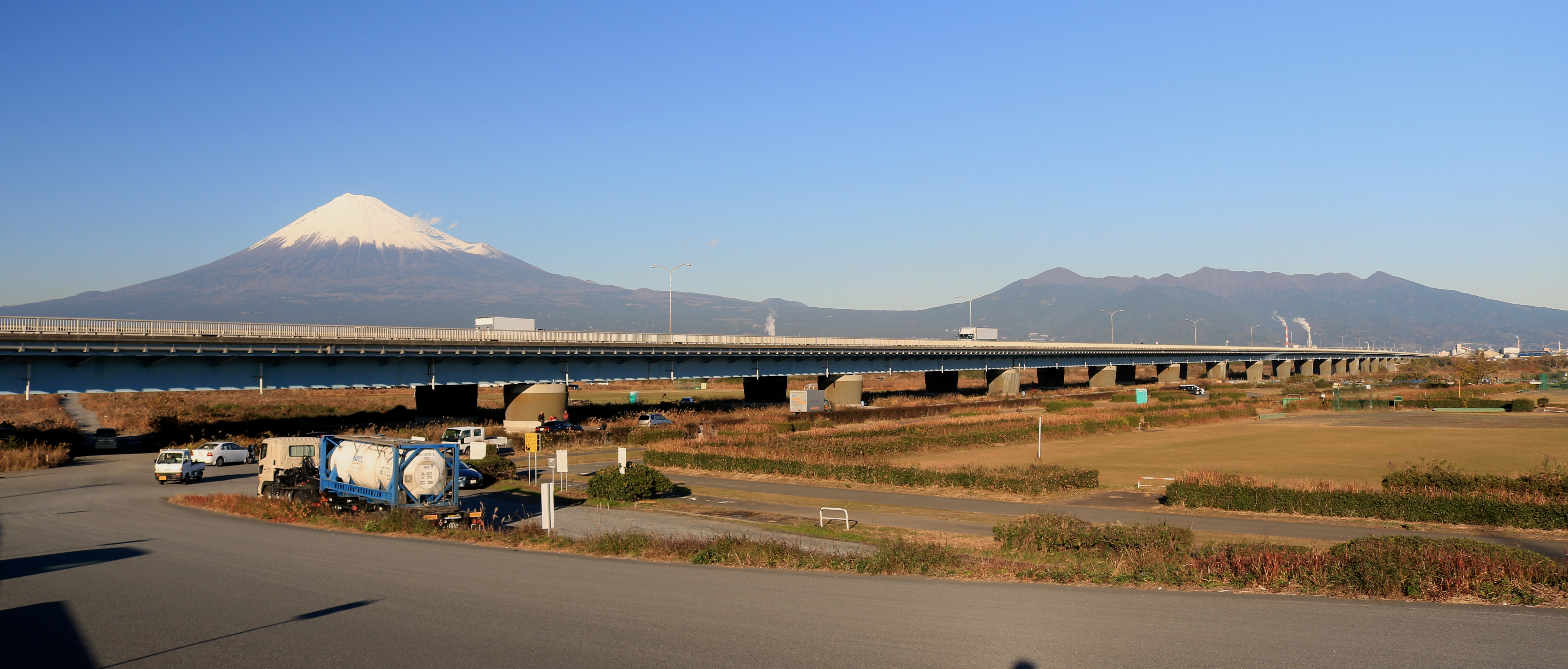
下流側から望む新富士川橋越しの富士山と愛鷹山塊

## 地理

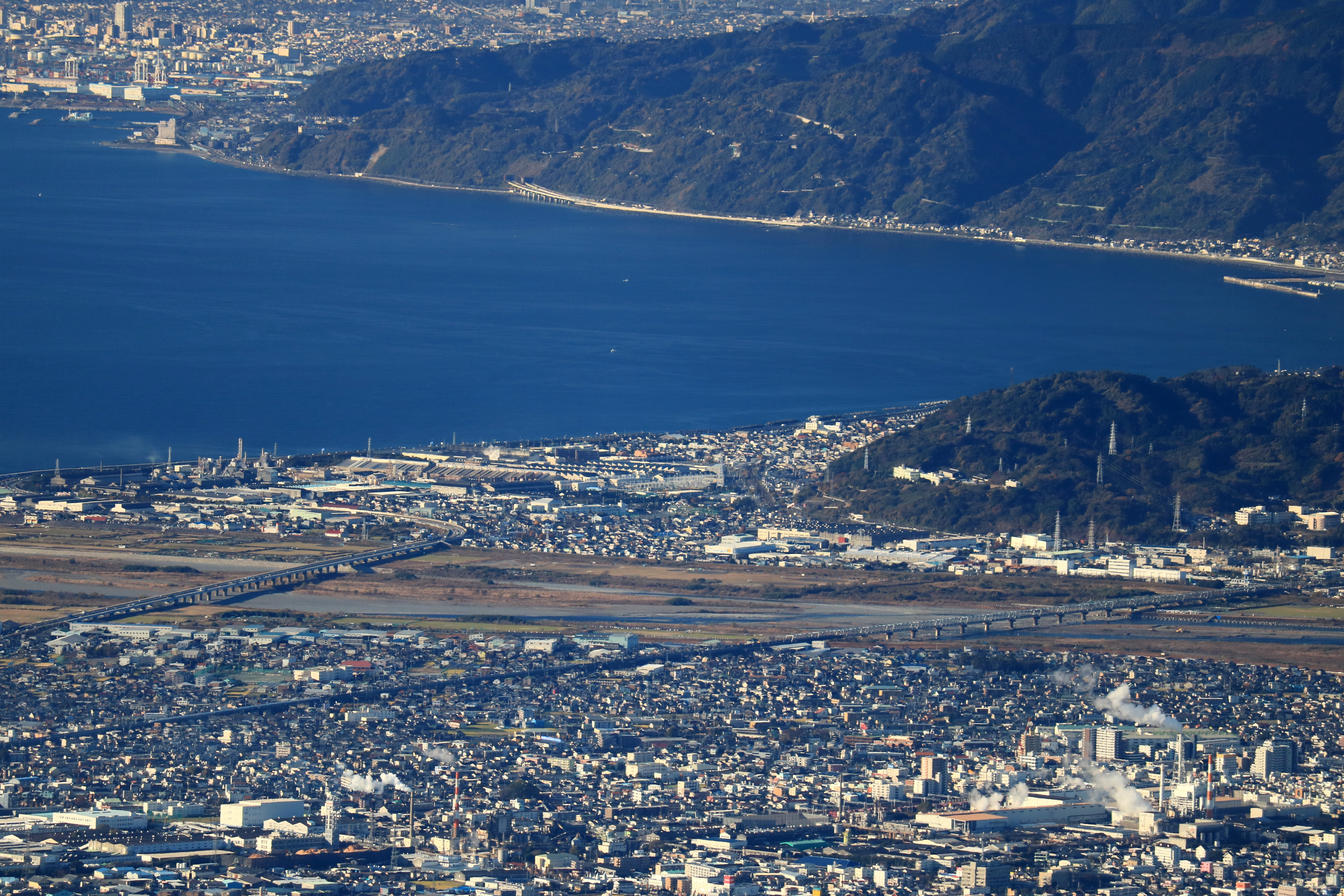
富士川の最下流にある新富士川橋、その上流側に東海道新幹線の富士川橋梁

富士川の最下流に位置する橋であり、上流側には富士川橋が架かっている。
左岸（東側）の富士市と、右岸（西側）の静岡市清水区（開通当時は庵原郡蒲原町）との間に架かる。
富士市と蒲原町（当時）の市街地を迂回する幹線橋梁であり、国道1号に指定されている。

## 歴史
- 1971年（昭和46年）4月26日 - 日本道路公団の一般有料道路「新富士川橋」として、対向2車線で暫定供用開始。
  - 開通当初の有料道路区間は、静岡県富士市大字五貫島から同県庵原郡蒲原町（当時）大字蒲原までの2.2 km。
  - 富士川橋からの大型車の交通転換が少なかったため、22時から翌6時まで夜間無料となる。
- 1975年（昭和50年）4月1日 - 富士由比バイパス全線開通に伴い終日有料となる。

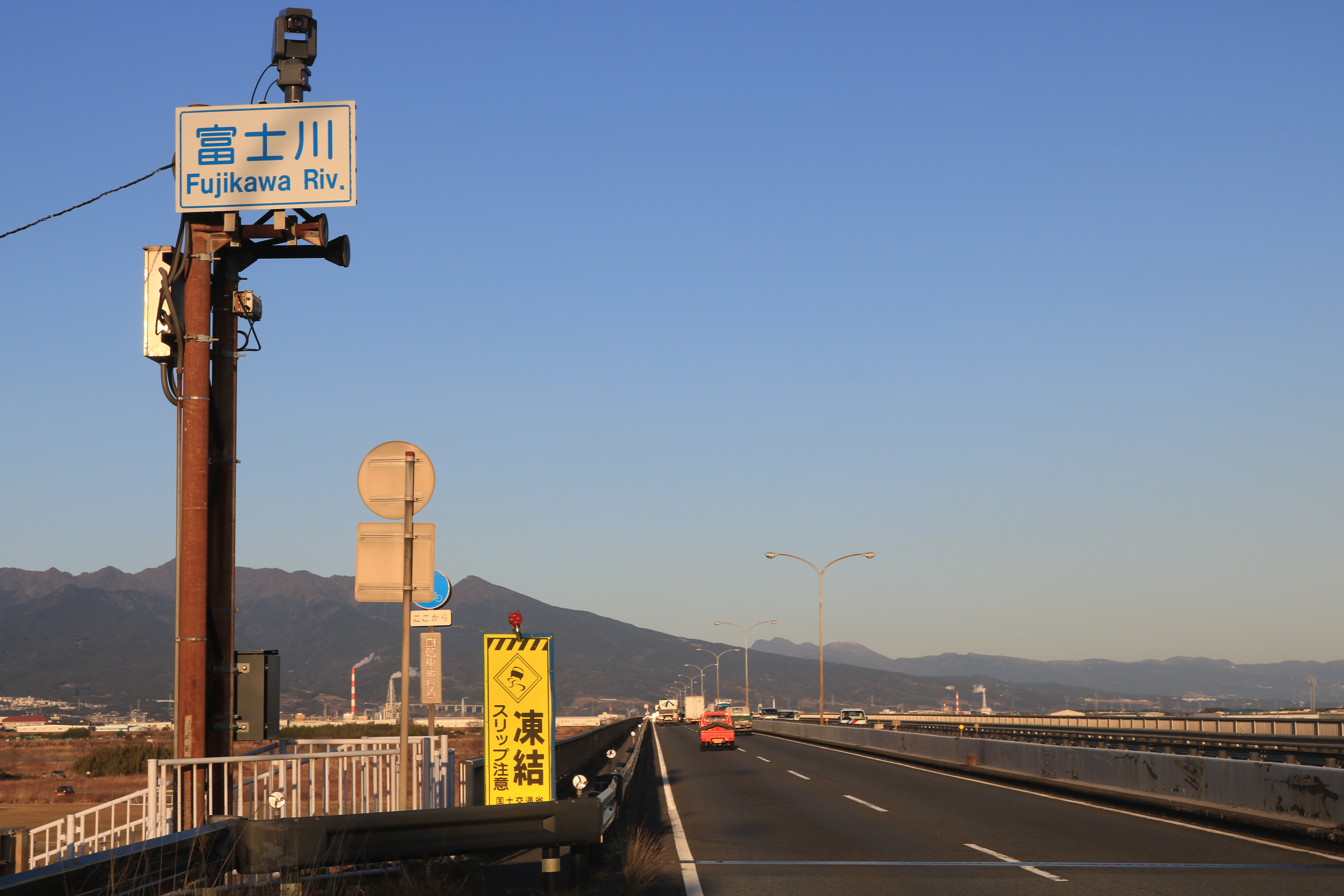
4車線化された新富士川橋

- 1981年（昭和56年）6月8日 - 4車線化[1]。
- 1992年（平成 4年）4月1日 - 償還完了に伴い無料開放、建設省（当時）へ移管。
  - 料金所跡地付近は道の駅富士として再整備された。

## 利用状況

### 通行台数
- 1999年（平成11年）度 平日
  - 12時間交通量（台/12h） 40,045
  - 24時間交通量（台/24h） 60,357
- 1997年（平成9年）度
  - 12時間交通量（台/12h） 35,143
  - 24時間交通量（台/24h） 51,571
- 12時間交通量の伸び（H11/H9） 1.14
- 24時間交通量の伸び（H11/H9） 1.17